# El Cenizo (paroisse civile)
El Cenizo est l'une des cinq paroisses civiles de la municipalité de Miranda dans l'État de Trujillo au Venezuela. Sa capitale est El Cenizo.